# Ivan Zajc
Ivan Zajc ou Ivan pl. Zajc (Rijeka, 3 de agosto de 1832 - 16 de dezembro de 1914) foi um compositor, maestro e professor croata. Escreveu mais de 1,2 mil trabalhos ao longo de sua vida.

## Biografia
Frequentou inicialmente a escola de música de Fiume e depois o conservatório de Milão (onde foi aluno, entre outros, de Alberto Mazzucato). Após a morte de seus pais, Zajc retornou à sua cidade natal em 1855, onde obteve o cargo de regente e concertino, lecionou no Instituto Filarmônico de instrumentos de corda local e onde escreveu várias composições no ritmo então mais popular. De 1855 a 1862, ele lecionou no Conservatório Ivan Matetić-Ronjgov. Depois de ter alcançado grande sucesso com sua ópera Amelia ou Il Bandito, ele decidiu, em 1862, mudar-se para Viena, onde sempre houve uma florescente atividade teatral e operística. Aqui ele se tornou muito popular por suas operettas Der Junge auf dem Boot (1863) e Die Boasische Hexe (1866).
Ele viveu na época do Movimento Ilírio, que teve grande influência nele e o infundiu com um patriotismo ardente que ele retrabalhou em suas obras Mislav (1870), Ban Leget (1872), Nikola Šubić Zrinjski (1876) e Lizinka (1878). Em particular, a obra Nikola Šubić Zrinski celebra a derrota heróica dos croatas contra os turcos como uma metáfora para seus recentes impulsos nacionalistas em direção à monarquia dos Habsburgos.
Ele também escreveu numerosos oratórios e outras composições para vozes solo, para coro, para orquestra e para piano.
Após sua morte, seu corpo foi enterrado no cemitério Mirogoj em Zagreb.
O Teatro Nacional Croata em Rijeka leva o seu nome, sede, entre outros, do Drama Italiano em Rijeka.

## Lista das principais obras
- La tirolese, estreou em Milão em 4 de maio de 1855
- Amelia ossia Il bandito, Rijeka, 24 de abril de 1860
- Mannschaft an Bord, Viena, 15 de dezembro de 1863
- Fitzliputzli, Viena, 5 de novembro de 1864
- Die lazzaroni vom Stanzel, Viena, 4 de maio de 1865
- Die Hexe von Boissy, Viena, 24 de abril de 1866
- Nachtschwärmer, Viena, 10 de novembro de 1866
- Das Rendezvous in der Schweiz, Viena, 3 de abril de 1867
- Das Gaugericht, Viena, 14 de setembro de 1867
- Nach Mekka, Viena, 11 de janeiro de 1868
- Somnambula, Viena, 21 de janeiro de 1868
- Schützen von einst und jetzt, Viena, 25 de julho de 1868
- Meister Puff, Viena, 22 de maio de 1869
- Mislav, Zagreb, 2 de fevereiro de 1870
- Sinfonia em dó menor (também conhecido como poema sinfônico ), op. 394 (1870)
- Ban Leget, Zagreb, 16 de julho de 1872
- Der gefangene Amor, Viena, 12 de setembro de 1874
- Nikola Šubić Zrinski, Zagreb, 4 de novembro de 1876
- Lizinka, Zagreb, 12 de novembro de 1878
- Der Wildling, Zagreb, 23 de setembro de 1905
- Prvi grijeh, Zagreb, 25 de abril de 1907; 18 de dezembro de 1912
- Oče naš, Zagreb, 16 de dezembro de 1911